# Вукадин (приповетка)
Вукадин је приповетка Стевана Сремца. Првобитно је објављивана у наставцима, у часопису „Бранково коло“, током 1896. и 1897. године, под насловом „Каријера практиканта Вукадина“. Као засебна књига - под дефинитивним насловом „Вукадин“ -, први пут је одштампана 1903. године.
У „Вукадину“ су приказана три социјална (друштвена) слоја у Србији осамдесетих година XIX века: (1) сељаштво, (2) паланачка чаршија (коју су сачињавали трговчићи и ситне занатлије) и (3) слој ситне бирократије - разни чиновничићи, писари који током читавог радног века само преписују акта и решења. 
По овој приповеци је снимљена истоимена серија.